# Bernardino Ramazzini

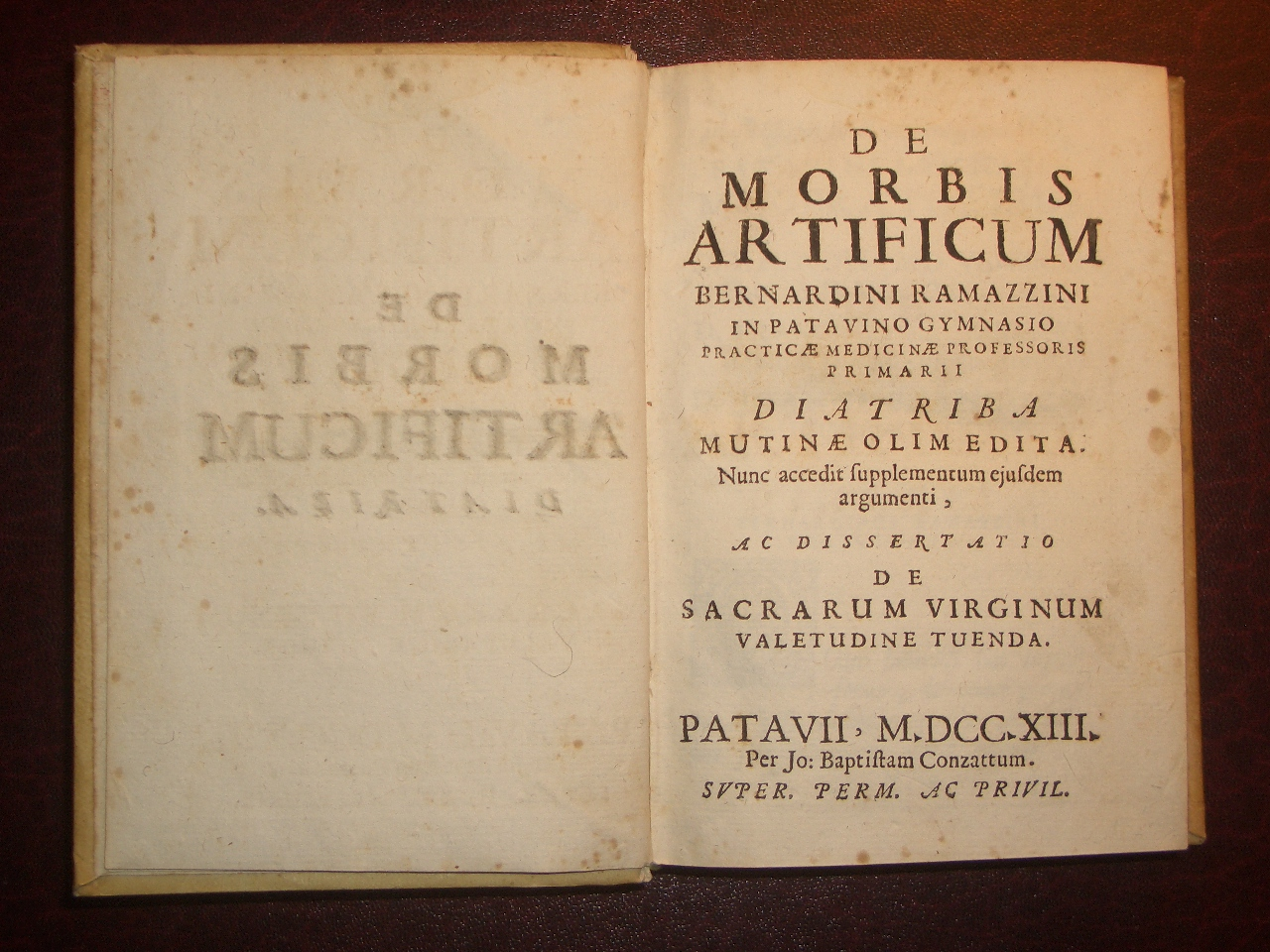
De Morbis Artificum Diatriba, 1713

Bernardino Ramazzini (ur. 3 listopada 1633 w Carpi, zm. 5 listopada 1714 w Padwie) – włoski lekarz, pionier medycyny pracy, jako pierwszy zwrócił uwagę na ujemne zdrowotne skutki pracy.
Absolwent uniwersytetu w Modenie, profesor uniwersytetu w Padwie, pionier medycyny pracy, w 1700 roku opisał w dziele De Morbis Artificum Diatriba najważniejsze choroby pięćdziesięciu grup zawodowych, a osobno opublikował pracę "Choroby kupców".